# الخالف (ناطع)

تعديل مصدري - تعديل

الخالف هي إحدى قرى عزلة مسور ال دباش بمديرية ناطع التابعة لمحافظة البيضاء، بلغ تعداد سكانها 24 نسمة حسب تعداد اليمن لعام 2004.